# Nannophryne apolobambica
Nannophryne apolobambica es una especie de anfibio anuro de la familia Bufonidae.

## Distribución geográfica
Esta especie es endémica de la provincia de Franz Tamayo en el departamento de La Paz de Bolivia. Se encuentra a unos 2820 m sobre el nivel del mar en la cordillera de Apolobamba. 
Su presencia es incierta en el Perú.

## Etimología
El nombre de la especie le fue dado en referencia al lugar de su descubrimiento, la cordillera de Apolobamba.

## Publicación original
- De la Riva, Ríos & Aparicio, 2005: A New Species of Bufo (Anura: Bufonidae) from the Andes of Bolivia. Herpetologica, vol. 61, n.º 3, p. 280-286.[6]